# 三浦哲郎
三浦哲郎（みうら てつお、1931年3月16日 - 2010年8月29日）は、日本の小説家、日本芸術院会員。
青森県八戸市に生まれた。早大に入学したが中退、郷里で2年間中学教師を務めたあと、早大仏文科に再入学し、文学を志す。
井伏鱒二に師事し、純愛小説『忍ぶ川』（1960年）で芥川賞受賞。以後、『恥の譜』（1961年）、『初夜』（1961年）などの情感深い私小説を発表し続けた。1985年、ふしあわせだった家族に対する鎮魂の書『白夜を旅する人々』（1984年）で大仏次郎賞受賞。私小説の系譜を継ぐ代表的作家である。

## 来歴
青森県八戸市三日町の呉服屋「丸三」の三男として生まれる。青森県立八戸高等学校へ進学し、八戸高校の籠球部時代に「はやぶさの哲」と呼ばれた（当時の遠征の様子を『笹舟日記』に残している）。1949年に高校を卒業して早稲田大学政治経済学部経済学科へ進学したが、1950年に次兄失踪のため、休学して父の郷里の岩手県二戸郡金田一村湯田（現在の岩手県二戸市）に帰郷、八戸市立白銀中学校で助教諭として体育と英語を教える。やがて小説を書き始め、1953年に早稲田大学第一文学部フランス文学科へ再入学する。在学中の1955年（昭和30年）新潮社の同人雑誌賞を受ける。卒業後は作家活動に入り、1961年（昭和36年）『忍ぶ川』で芥川賞を受賞した。前半生の陰鬱さが作風に表れながらも、南部地方らしい男女の情緒の描き出し方に一定の評価を得た。
1963年、NHK連続テレビ小説『繭子ひとり』の原作を書き、1971年に刊行した児童文学『ユタとふしぎな仲間たち』も、NHK少年ドラマシリーズになり、劇団四季によってミュージカル化されて何度も上演されている。1976年『拳銃と十五の短編』で野間文芸賞を受賞し、文壇的地位を確立する。
不幸な女性、故郷青森の風土を背景とした貧しい人々を描き、『おろおろ草紙』では江戸時代の東北の飢饉を描き、『白夜を旅する人々』では、一家に遺伝する病気を描いた。また川端康成文学賞受賞の短編「じねんじょ」「みのむし」を含む「短編集モザイク」シリーズも、こうした素材をリリシズムをもって描く作風で知られる。『少年讃歌』では天正遣欧使節を描いて新境地を開いた。自選全集全13巻がある。
1984年から2003年の年度末まで芥川賞選考委員を務めた。逸話としては綿矢りさの『蹴りたい背中』について、当時の選考委員である石原慎太郎と共に懐疑的な意見を示している。1988年、日本芸術院会員。やまなし文学賞選考委員を務めた。また高校の先輩である松下正寿の母や、同じ青森県出身である太宰治亡き後の晩年の生活を送る井伏鱒二と親交があった。
1990年から1993年まで、将棋ペンクラブ大賞の選考委員をつとめた。
2010年8月29日午前4時33分、鬱血性心不全のため東京都文京区の病院で死去。79歳没。戒名は香玄院文苑哲秀居士。叙従四位。

## 家族
- 父母 - 母親の実家が呉服商であったことから、両親は分家として呉服店を営む。
- 長兄 - 家業を手伝っていたが、1937年に失踪。
- 次兄 - 三浦の学費を支援していたが、事業に失敗し、1950年に失踪。
- 長姉 - 先天性色素欠乏症で弱視のため琴を習っていたが、1938年に服毒自殺。
- 二姉 - 女子高等師範学校の受験に失敗し、1937年に19歳で津軽海峡で投身自殺。
- 三姉 - 先天性色素欠乏症で弱視だったが、琴の師匠となり家計を支えた。
- 妻子 - 娘が3人。

## 受賞・栄典
- 1955年 「十五歳の周圍」で同人雑誌賞
- 1961年 「忍ぶ川」で第44回（1960年下半期）芥川龍之介賞
- 1976年 『拳銃と十五の短篇』で第29回野間文芸賞
- 1983年 『少年讃歌』で日本文学大賞
- 1985年 『白夜を旅する人々』で大佛次郎賞
- 1990年 「じねんじょ」で川端康成文学賞
- 1991年 『みちづれ』で伊藤整文学賞（小説部門）
- 1995年 「みのむし」で川端康成文学賞
- 2007年 旭日中綬章

## 保存・展示
青森県近代文学館では、「忍ぶ川」の草稿や書き下ろしエッセイ「渚の文学館」の原稿、1994年3月の開館にあたって三浦から寄贈された「白夜を旅する人々」の浄書原稿（原稿の最初の2枚を改めて清書したもの）を所蔵している。2000年9月29日から11月12日には、「三浦哲郎芥川賞受賞40年記念展」が開催された。また、2014年7月12日から9月7日、特別展「三浦哲郎」が開催された。
八戸ブックセンターでは、2021年5月22日から8月22日まで、開館5周年企画「中高生に伝えたい三浦哲郎」を開催。
神奈川近代文学館では、遺族から寄贈された原稿や書簡などを「三浦哲郎文庫」として保存している。2021年5月22日から7月18日には、企画展・収蔵コレクション展20「生誕90年 三浦哲郎展ー星をかたりて、たれをもうらまずー」が開催された。

## 著書

### 長編
- 『湖影』（集英社 1963年 のち加筆・改題『水の中の神話』）
- 『風の旅』（学習研究社（芥川賞作家シリーズ） 1964年）
- 『兄と弟』（秋元書房 1964年）
- 『繭子ひとり』（新潮社 1965年）
- 『燃ゆる瞳」（東方社（イースト・ブックス） 1965年）
- 『ひとり生きる麻子』（集英社（コバルト・ブックス） 1967年 のち文庫）
- 『現代騎士道』（文藝春秋（ポケット文春） 1969年）
- 『風の旅』（文藝春秋 1970年 のち角川文庫）
- 『海の道』（文藝春秋 1970年 のち文庫）
- 『ユタとふしぎな仲間たち』（新潮社（新潮少年文庫） 1971年 のち文庫、のち講談社青い鳥文庫）
- 『春の舞踏』（文藝春秋 1971年 のち文庫）
- 『おりえんたる・ぱらだいす』（文藝春秋 1971年 のち「赤裸の人々」角川文庫）
- 『水の中の神話』（角川書店 1972年（『湖影』（1963刊）の加筆改題） のち文庫）
- 『まぼろしの橋』（文藝春秋 1972年 のち文庫）
- 『駱駝の夢』上下巻（新潮社 1974年）
- 『ちぎれ雲』（文藝春秋 1975年）
- 『素顔』（朝日新聞社 1977年 のち講談社文庫、朝日文庫）
- 『愛しい女』（新潮社 1979年 のち文庫）
- 『驢馬の鈴』（文藝春秋 1979年 のち文庫）
- 『野の祭』（毎日新聞社 1979年）
- 『少年讃歌』（文藝春秋 1982年 のち文庫）
- 『はまなす物語』（講談社 1982年 のち文庫）
- 『おろおろ草紙』（講談社 1982年 のち文庫、文芸文庫）
- 『白夜を旅する人々』（新潮社 1984年 のち文庫）
- 『曠野の妻』（講談社 1992年 のち文庫）
- 『夜の哀しみ』（上下 新潮社 1993年 のち文庫）
- 『百日紅の咲かない夏』（新潮社 1996年 のち文庫）
- 『肉体について』（講談社 2011年）
- 『流燈記』（筑摩書房 2011年）

### 短編集・作品選集
- 『忍ぶ川』（新潮社 1961年 のち文庫（新編））
  - 収録作品（単行本版）：忍ぶ川 / 十五歳の周囲 / ブンペと湯の花 / 風船座 / 恥の譜 / 村の災難
  - 収録作品（文庫版）：忍ぶ川 / 初夜 / 帰郷 / 団欒 / 恥の譜 / 幻燈畫集 / 驢馬
- 『初夜』（新潮社 1961年）
  - 収録作品：初夜 / 幻燈畫集 / 骨壺の中の日記 / 鰻の文鎮 / 驢馬
- 『揺籃』（東方社 1963年）
  - 収録作品：揺籃 / 歳月 / 射撃 / アア公の死 / 罐焚き六さんの話 / 村と村人 / 静かな宿 / トナカイの夢 / ある禿の習性
- 『団欒』（新潮社 1964年）
  - 収録作品：帰郷 / 三つの形見 / 白水仙 / 団欒 / 草の宴
- 『熱い雪』（大光社文学叢書 1967年） - 小説3作のほか、随筆8作・脚本1作収録
  - 収録作品：（小説）ある外套の話 / しづ女の生涯 / 熱い雪 / （随筆）私と私小説 / 書けないとき / 小説とテレビドラマ / ひとつの死をめぐって / 愚かな質問 / 子を連れて / こわい相手 / 一つの自画像 / （ドラマ作品）夜の鳥
- 『結婚』（文藝春秋 1967年 のち新潮文庫）
  - 収録作品（単行本版）：結婚 / 乳房 / 蜂 / 泉 / 聖夜 / 野の声
  - 収録作品（文庫版）：十五歳の周囲 / 鰻の文鎮 / 射撃 / 草の宴 / ある外套の話 / 野の声 / 乳房 / 結婚 / 聖夜 / 三角帽子
- 『結婚の貌』（中央公論社 1970年 のち文庫）
  - 収録作品：秘密 / 魔笛 / 紫陽花 / 陽炎の踊り / 父親の誕生 / 犬を飼う / 真昼の妻 / 霜の朝 / 山彦 / 出来ごころ / 秋は妻と共に / 虹のみえる風景
- 『剥製』（河出書房新社 1970年 「冬の狐火」集英社文庫）
  - 収録作品：冬の狐火 / 蒼い断章 / 火の中の細道 / 非情の海 / 剥製
- 『夜の絵』（三笠書房 1970年 のち集英社文庫）
  - 収録作品：冬の薔薇 / 一夜 / 愛しい女 / 夜の釣橋 / くちべに童女 / 三角帽子 / 夜の絵
- 『初めての愛』（主婦の友社（Cherry books） 1970年）
  - 収録作品：初めての愛 / 巣立ちの夜 / 赤いキャンドル / 雪の宿のできごと / 母とのたたかい / 愛と死の時間
- 『夕雨子』（講談社 1971年 のち文庫） - 連作短編集
  - 収録作品：父恋うる夕雨子 / 愁い多き夕雨子 / 風花のなかの夕雨子 / 風薫る五月の夕雨子 / 晩夏を飛ぶ夕雨子 / 巣に帰る夕雨子
- 『妻の橋』（新潮社 1972年）
  - 収録作品：妻の橋 / 影 / 留守番 / 歳末は鯨を買いに / 柿の蔕 / 風葬 / 地震 / 合歓の町 / ボールペン / 金色の朝 / 楕円形の故郷
- 『笹舟日記』（毎日新聞社 1973年 のち新潮文庫）
  - 収録作品：娘と湯の花 / ゆで卵を食べる日のこと / おふくろの消息 / 繭子の像の前で / オオムラサキの匂う街 / お銀さんと夜ふけの道 / 私の木刀綺譚 / ひとり旅の踊子 / もういちど逢いたい人 / 栃木県M町のお堂 / 松江で思い出したこと / ＜病気の部屋＞にて / 雨の道すがら / 磯の香のする遠景 / サクランボを食べながら / 夜明けのカナカナ / 猫背の小指 / 土用の丑の湯 / 二十七年前の凶器 / 網棚に寝そべる男 / 雀の学校の鞭ふり教師 / 帽子の穴の秘密 / 虻に刺されて / ジャスミンと恋文 / Z旗の旅の思い出 / 姉はイルカにまたがって / カンガルー通信 / 耳たぶの秋 / 汁粉に酔うの記 / コップの底の妻 / 林檎畑の林檎作り / 玉虫色のドテラの記憶 / 夜のスケーター・ワルツ / 方言について / ひとちがい / 除夜の鐘まで / 書き初め・弾き初め / 私の受験生時代 / 小鳥のくる庭 / 湯宿の拍子木 / 炒り豆を噛みながら / 座敷わらしの話 / 鰯たちよ / 夜ふけのメロン / 留学生・張君のこと / 三月十六日の記 / 春は夜汽車の窓から
- 『真夜中のサーカス』（新潮社 1973年 のち文庫） - 連作短編集
  - 収録作品：木戸が開く前に / 綱渡り / パレード / 魔術 / 寸劇 / パントマイム / スポットライト / 檻 / 空中ブランコ / ジンタの嘆き / 鞭の音 / 赤い衣装 / 小人の曲芸 / 火の輪くぐり
- 『踊子ノラ』（講談社 1974年 のち文庫） - 連作短編集（長編小説にも分類される）
  - 収録作品：鈴蘭と女たち / ノラ流転 / ノラが家を出る時 / 根無し草の旅 / サロベツ原野
- 『野』（文藝春秋 1974年 のち文庫、講談社文芸文庫） - 連作短編集
  - 収録作品：金色の朝 / がたくり馬車 / 泉 / ひとさらい / 蜂 / 寒雀 / 罰 / 軍鶏 / 合歓の町 / ボールペン / 秋風 / 墓地にて / 沈丁花 / 柿の蔕 / 災難 / 楕円形の故郷
- 『宇曽利湖心中』（文化出版局 1974年）
  - 収録作品：宇曽利湖心中 / 春の惑い / 夜ふけの口笛 / 冬の夜祭 / 忘却の街 / 異母姉妹 / 菊車 / 鰐
- 『拳銃と十五の短篇』（講談社 1976年 のち文庫、文芸文庫） - 連作短編集
  - 収録作品：拳銃 / シュークリーム / 河鹿 / おおるり / 川べり / 石段 / 小指 / 土橋 / 鶯 / 闇 / 義妹 / 水仙 / 凧 / 鼠小僧 / たけのこ狩り / 化粧
- 『オランダ帽子』（新潮社 1977年 のち講談社文芸文庫『おらんだ帽子』）
  - 収録作品（単行本版）： おらんだ帽子 / 離郷 / 頬紅 / 雉子撃ち / 木靴 / 村娘 / トリ婆さんの卵 / お凛 / 風の笛 / わらべ唄 / 白鳩 / メンデルの春
  - 収録作品（講談社文芸文庫版）：おふくろの妙薬 / 影 / おらんだ帽子 / 離郷 / 頬紅 / 雉子撃ち / 木靴 / 村娘 / トリ婆さんの卵 / わらべ唄 / かりがね通信
- 『柿の蔕』（あすなろ社 1978年）
  - 収録作品：おふくろの妙薬 / 柿の蔕 / ジャスミンと恋文 / 挙銃 / 土橋
- 『三浦哲郎自選短編集』（読売新聞社 1978年）
  - 収録作品：十五歳の周囲 / 恥の譜 / 鰻の文鎮 / 草の宴 / 乳房 / 聖夜 / 地震 / 空中ブランコ / 赤い衣装 / パントマイム / 冬の狐火 / 蜂 / ひとさらい / 沈丁花 / 楕円形の故郷
- 『しづ女の生涯 小説集』（実業之日本社 1979年 のち集英社文庫）
  - 収録作品：熱い雪 / 惜春記 / 風 / 春愁 / 罪な用心棒 / ションガイナ霊歌 / しづ女の生涯
- 『木馬の騎手』（新潮社 1979年 のち文庫）
  - 収録作品：接吻 / 睡蓮 / 厄落し / 星夜 / 初秋 / ロボット / 遠出 / 遊び / 出刃 / 鳥寄せ / 付添い / メリー・ゴー・ラウンド
- 『十五歳の周囲』（成瀬書房 1979年）
- 『冬の雁』（文藝春秋 1980年 のち文庫）
  - 収録作品：花いちもんめ / 盆土産 / 悴のちゃぼ / 手踊り / 休猟区にて / 達磨さん転んだ / 角笛 / 熊ん蜂 / 夜道 / 月蝕 / むかしの虫 / 冬の雁 / 毟る / 乱舞 / 晩秋 / 簗の鮎 / 紺の角帯
- 『暁闇の海』（文藝春秋 1983年 のち『おろおろ草紙』文芸文庫<『おろおろ草紙』との合本>）
  - 収録作品：暁闇の海 / 北の砦 / 海村異聞
- 『蟹屋の土産』（福武書店 1983年 のち文庫）
  - 収録作品：ひとり遊び / 肉体 / 若草 / 童女抄 / 歓楽 / 余命 / お菊 / ほおずき / せせらぎ亭 / 蟹屋の土産
- 『母の肖像 短篇名作選』（構想社 1983年） - 「母親」が主題である小説・随筆の選集
  - 収録作品：おふくろの妙薬 / 柿の蔕 / おふくろの消息 / ジャスミンと恋文 / 拳銃 / 土橋 / 水仙 / 化粧 / おらんだ帽子 / 離郷 / 毟る / 乱舞 / おふくろの筆法 / 娘たちの夜なべ / かりがね通信
- 『モーツァルト荘』（新潮社 1987年 のち文庫）
  - 収録作品：モーツァルト荘のロック / モーツァルト荘の子守唄 / モーツァルト荘の休日 / モーツァルト荘の裸婦 / モーツァルト荘の晩餐 / モーツァルト荘の聖夜
- 『愁月記』（新潮社 1989年 のち文庫）
  - 収録作品：愁月記 / ヒカダの記憶 / からかさ譚 / 夜話 / 居酒屋にて / 海峡 / 病舎まで
- 『みちづれ（短篇集モザイク 1）』（新潮社 1991年 のち文庫）
  - 収録作品：みちづれ / とんかつ / めまい / ひがん・じゃらく / ののしり / うそ / トランク / なわばり / すみか / マヤ / くせもの / おさかり / ささやき / ねぶくろ / はらみおんな / かきあげ / てんのり / おさなご / こいごころ / にきび / オーリョ・デ・ボーイ / さんろく / ゆび / じねんじょ
- 『母 文集』（世界文化社 1994年） - 「母親」が主題である小説・随筆の選集
- 『ふなうた（短篇集モザイク 2）』（新潮社 1994年 のち文庫）
  - 収録作品：ふなうた / こえ / あわたけ / たきび / でんせつ / やぶいり / よなき / さくらがい / てざわり / かえりのげた / ブレックファースト / はな・三しゅ / ひばしら / いれば / ぜにまくら / かお / めだか / みのむし
- 『わくらば（短篇集モザイク 3）』（新潮社 2000年 のち文庫）
  - 収録作品：わくらば / そいね / ほととぎす / おとしあな / チロリアン・ハット / まばたき / めちろ / あめあがり / おぼしめし / かけおち / おのぼり / パピヨン / つやめぐり / ゆめあそび / みっそかす / やどろく / なみだつぼ
- 『完本 短篇集モザイク』（新潮社 2010年） - 「短篇集モザイク」シリーズ収録作を初出順に再録、未発表作3作も併録
  - 収録作品：やどろく / みちづれ / とんかつ / めまい / ひがん・じゃらく / ののしり / うそ / トランク / なわばり / すみか / マヤ / くせもの / おさかり / ささやき / オーリョ・デ・ボーイ / じねんじょ / さんろく / ねぶくろ / はらみおんな / かきあげ / てんのり / おさなご / こいごころ / にきび / ゆ / かおび / そいね / はな・三しゅ / あわたけ / たきび / さくらがい / ブレックファースト / ふなうた / こえ / やぶいり / でんせつ / めだか / よなき / てざわり / かえりのげた / ぜにまくら / いれば / みっそかす / おぼしめし / まばたき / チロリアン・ハット / おのぼり / なみだつぼ / かけおち / パピヨン / ゆめあそび / あめあがり / わくらば / めちろ / つやめぐり / おとしあな / カフェ・オーレ / 流年 / 山荘の埋蔵物
- 『燈火』（幻戯書房〈銀河叢書〉 2016年） - 連作短編集
  - 収録作品：音 / 花 / 涙 / 春 / 風 / 炎 / 幻 / 友 / 旅
- 『盆土産と十七の短篇』（中公文庫、2020年） - 新編短篇集

### 随筆・評論
- 『人生の名言名句』（有紀書房（ABC books） 1968年）
- 『ひとりを愛するなら 絶対からの出発』（青春出版社 1971年）
- 『おふくろの妙薬』（三月書房 1971年）
- 『青春相談室』（秋元書房 1971年）
- 『旅の手帖』（文藝春秋 1973年）
- 『せんべの耳』（講談社 1975年）
- 『ふるさと紀行』（毎日新聞社 1976年 のち旺文社文庫）
- 『スペインの酒袋』（ロングセラーズ（あまカラ選書）1978年 のち旺文社文庫）
- 『林檎とパイプ 父と娘の往復書簡』（三浦晶子共著 文藝春秋 1980年）
- 『回想のある風景』（鎌倉書房 1980年） - 小説「岬にて」併録
- 『娘たちの夜なべ』（新潮社 1981年）
- 『旅雁の道草』（講談社 1984年）
- 『春の夜航』（随筆集 講談社 1985年）
- 『下駄の音』（随筆集 講談社 1987年 のち文庫）
- 『ふれあい散歩道 三浦哲郎とともに』（デーリー東北新聞社 1988年）
- 『一尾の鮎』（随筆集 講談社 1990年）
- 『自作への旅』（デーリー東北新聞社 1991年 「雪の音雪の香り」新潮文庫）
- 『思い出ひとつ』（石英文庫（エッセイ絵本）1992年）
- 『時のせせらぎ 若き日の追想紀行』（講談社 1994年）
- 『狐のあしあと』（随筆集 講談社 1999年）
- 『母の微笑』（随筆集 講談社 2001年）
- 『いとしきものたち』（世界文化社 2002年）
- 『恩愛』（世界文化社 2005年） - 既発表の随筆選集
- 『おふくろの夜回り』（文藝春秋 2010年 のち文庫 2013）
- 『師・井伏鱒二の思い出』（新潮社 2010年）

### 全集・作品集
- 『三浦哲郎短篇小説全集』（全3巻 講談社 1977年）
- 『三浦哲郎自選全集』（全13巻 新潮社 1987年-1988年）

## 校歌作詞
- 青森県立八戸南高等学校校歌
- 青森県立八戸西高等学校校歌
- 八戸市立白銀南小学校校歌
- 八戸市立白銀南中学校校歌

## 映画化
- 『忍ぶ川』 1972年
- 『夜の哀しみ』 2001年[13]
- 『BUNGO〜ささやかな欲望〜』（『乳房』収録）2012年[14]

### 映像作品
- 映画「忍ぶ川」(LD(レーザーディスク)/TLL 2342)
- 映画「忍ぶ川」(DVD/TDV-2971D）2004年10月29日 発売
- 映画「夜の哀しみ」(VHS/KSVD24177)